# La Murga
Grup de música folk en català creat el 1980 per Jordi Fàbregas. La Murga fou pionera en la reelaboració de la música tradicional a Catalunya i, juntament amb l'Orquestrina Galana de Jaume Arnella i el Tercet Treset de Jordi Roura, es va convertir en una de les formacions més destacades de la recuperació del ball folk al llarg de la dècada dels vuitanta. A més a més, aquests tres grups van treballar en l'organització dels Saraus de Primavera, uns festivals celebrats entre 1982 i 1986 al barri gòtic de Barcelona, als Jardins de l'Antic Hospital de Sant Pau, que constituiran el precedent directe del Tradicionàrius.
El grup estava compost per Jordi Fàbregas (veu), Josep Pons (piano), Ezequiel Guillem (bateria i percussió), Enric Esteve (mandolina), Eduard Altaba (baix), Eliseu Parra (arxillaüt) i Josep Cabré (flauta). Va treure diversos discos al llarg de la seva trajectòria musical: Almanac (1981), Carnaval (1983), La punyalada (1985) i Elixir (1987). També van col·laborar amb el disc La poesia a la cançó (2010) amb el tema "Cançó del raier" del poeta Jacint Verdaguer.